# 菅原内親王
菅原内親王（すがわらないしんのう）は、平安時代初期の皇族。桓武天皇の第16皇女。母は女御・橘御井子で、同母姉妹に賀楽内親王がいる。天長2年（825年）に無品のまま薨去した（『日本後紀』天長2年閏7月6日条）。享年不明。